# Triglops
Triglops is een geslacht van straalvinnige vissen uit de familie van donderpadden (Cottidae). Het geslacht is voor het eerst wetenschappelijk beschreven in 1830 door Reinhardt.

## Soorten
- Triglops dorothy Pietsch & J. W. Orr, 2006
- Triglops forficatus (C. H. Gilbert, 1896)
- Triglops jordani (D. S. Jordan & Starks, 1904)
- Triglops macellus (T. H. Bean, 1884)
- Triglops metopias C. H. Gilbert & Burke, 1912
- Triglops murrayi Günther, 1888
- Triglops nybelini A. S. Jensen, 1944
- Triglops pingelii J. C. H. Reinhardt, 1837
- Triglops scepticus C. H. Gilbert, 1896
- Triglops xenostethus C. H. Gilbert, 1896